# Municipio de Medina (Míchigan)
El municipio de Medina (en inglés: Medina Township) es un municipio ubicado en el condado de Lenawee en el estado estadounidense de Míchigan. En el año 2010 tenía una población de 1090 habitantes y una densidad poblacional de 8,84 personas por km².

## Geografía
El municipio de Medina se encuentra ubicado en las coordenadas 41°45′44″N 84°17′44″O / 41.76222, -84.29556. Según la Oficina del Censo de los Estados Unidos, el municipio tiene una superficie total de 123.35 km², de la cual 123.12 km² corresponden a tierra firme y (0.19%) 0.23 km² es agua.

## Demografía
Según el censo de 2010, había 1090 personas residiendo en el municipio de Medina. La densidad de población era de 8,84 hab./km². De los 1090 habitantes, el municipio de Medina estaba compuesto por el 96.88% blancos, el 0.28% eran afroamericanos, el 0.09% eran amerindios, el 0.18% eran asiáticos, el 0.18% eran isleños del Pacífico, el 0.92% eran de otras razas y el 1.47% pertenecían a dos o más razas. Del total de la población el 3.21% eran hispanos o latinos de cualquier raza.